# 华南美丽葡萄
华南美丽葡萄（学名：Vitis bellula var. pubigera）是葡萄科葡萄属美丽葡萄的变种。分布在中国大陆的湖南、广东、广西等地，生长于海拔400米至1,500米的地区，多生长在山坡林缘、崖石或灌丛中，目前尚未由人工引种栽培。